# OOゲージ

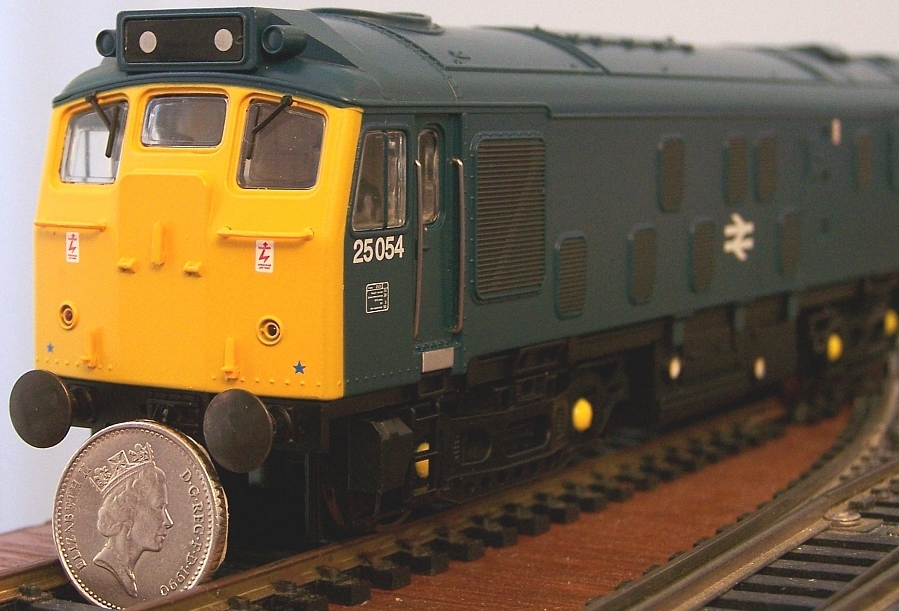
イギリス国鉄25形ディーゼル機関車の模型（手前は5ペンスコイン）

OOゲージ（ダブルオーゲージ、英語：OO gauge）は、鉄道模型の縮尺と軌間を示す呼称のひとつ。縮尺1/76.2 （4mmスケール）・軌間16.5mmの鉄道模型規格を指すが、縮尺については一般的に1/76とされる。OOは「オー オー」ではなく、「ダブルオー」と読む。イギリス・アイルランドにおいて最も普及している規格である。縮尺1/76を指してOOスケールとも呼称され、鉄道模型以外の模型・プラモデル・ミニカーでも使用される。
実物の鉄道の標準軌（1435mm）を1/76に縮小すると軌間は16.5mmより大きくなるが、OOゲージにおいては歴史的経緯（後述）により軌間16.5mmを使用しているため、標準軌の車両模型は「頭でっかち」なスタイルとなっている。これを是正するためアメリカでは異なる軌間を採用した製品が発売され、後年にはEMゲージやP4ゲージなどが派生している。また、OOゲージのナローゲージ規格として軌間9mmの「OO9」（ダブルオーナイン）などがある。 OOゲージの車両は完成品として大量生産されているものの、OOゲージから派生した各ゲージの車両の完成品は少ない。ただしOO9を除き、OOゲージ製品の車輪や動力装置を換装することで流用が可能なものが多く、線路以外のストラクチャー・アクセサリーに関してはOOゲージ製品を使用することが可能である。
日本では、1930年代には「零零番」（レイレイバン）と呼称されていた。また、HOゲージとともに16番ゲージに含まれる事がある。縮尺1/80の16番ゲージ製品を「Japanese OO gauge、3.8mm Scale」と表示する例がある。

## 歴史
OOゲージの起源は1921年にイギリスのバセットロークから発売された製品である。これはドイツのビングによって製造されたもので、それまで主流であった縮尺1/43.5（7mmスケール）・軌間1 1/4インチ（≒32mm）のOゲージ規格を半分にした、縮尺1/87（3.5mmスケール）・軌間5/8インチ（≒16mm）というものであった。1922年にはビング独自に「ビング卓上鉄道」の名で発売された。この後OOゲージは普及とともに様々な変遷を重ねることとなる。軌間については、1930年代の前半頃には「5/8インチ」にかわって「16.5ミリメートル」が標準となった。一方縮尺については、当時の加工技術では小さすぎて満足に模型化することが困難であった事や、イギリスでは実物の車両が小振りであるなどの理由から、次第に縮尺大きくした縮尺1/76（4mmスケール）の製品が登場する様になった。
そして規格の名称自体についても、当初の「OO」の呼称以外に1935年頃から「HO」とも呼ばれ始めた。そのため1937年にはバセットロークが名称を「OO 」で統一するよう呼びかけを行うに至ったものの名称の統一は叶わず、結局縮尺1/76 ・軌間16.5mmの規格を「OOゲージ」とし、縮尺1/87・軌間16.5mmの規格については別に「HOゲージ」と呼び分ける事が定着した。以後、実物の鉄道の標準軌間（1435mm）を軌間16.5mmに縮小した鉄道模型は、縮尺の違いにより二種類の名称を持つことになった。
アメリカにおいては、縮尺1/76を用いて軌間を19mmとした「アメリカンOO」と呼ばれる規格が派生して1930年代後半に盛んになったが、HOゲージとの競合に敗れて衰退し、現在では全米鉄道模型協会の規格表に残るだけとなっている。またアメリカンOOと同様の考え方から、イギリスにおいてOOから派生した規格に「EMゲージ」（イーエムゲージ、Eighteen Millimetres の略）があり、縮尺1/76 ・軌間18.2mmとなっている。さらに縮尺と軌間にこだわった規格として、縮尺1/76.2 ・軌間18.83mmの「Proto4」（プロトフォー、P4ゲージ）が存在する。

## 規格
| 実物のゲージ | 模型のゲージ | 軌間名、用例など                              |
| ------------ | ------------ | --------------------------------------------- |
| 2140mm       | 28mm         | 7フィートゲージ、グレート・ウェスタン鉄道など |
| 1435mm       | 16.5mm       | 標準軌、イギリス国鉄など                      |
| 1067mm       | 12mm         | ケープゲージ、マン島など                      |
| 914mm        | 12mm         | 3フィートゲージ、アイルランドやマン島など     |
| 762mm        | 10.5mm       |                                               |
| 610mm        | 9mm          | 2フィートゲージ、鉱山鉄道など                 |

| 規格名       | 対応するゲージ | 備考、用例など                                 |
| ------------ | -------------- | ---------------------------------------------- |
| アメリカンOO | 19mm           | 1930年代にアメリカで使用された。               |
| P4           | 18.83mm        | P4ゲージ、Proto4とも呼ばれる。キット製品が殆ど |
| EM           | 18.2mm         | EMゲージと呼ばれる。キット製品が殆ど           |
| OO           | 16.5mm         | 完成品・キット製品が大量生産されている         |

かつてイギリスのグレートウエスタン鉄道で採用されていた7フィートゲージは、4mmスケールでは28mmとなる。ごく少数であるが車両製品が存在するものの線路製品は発売されておらず、愛好者自らが製作する事が多い。
一部の国・地域ではOOゲージの縮尺を1/72とするところがある（詳細は1/72スケール#HO/OOスケール参照）。

## 駆動・制御方式
当初はぜんまい駆動や手押しであり、電気モーターを使うようになってからは交流直巻モーターを用い三線式の線路を使った。後に直流モーターが開発されると直流三線式が登場し、現在は直流二線式が主流となっている。三線式では電源を片側のレールと中央レール（または架線）、または反対側のレールと中央レール（または架線）のように分けることで多重制御が可能であった。デジタルコマンドコントロールの登場で二線式でも多重制御が容易にできるようになった。

## 製品

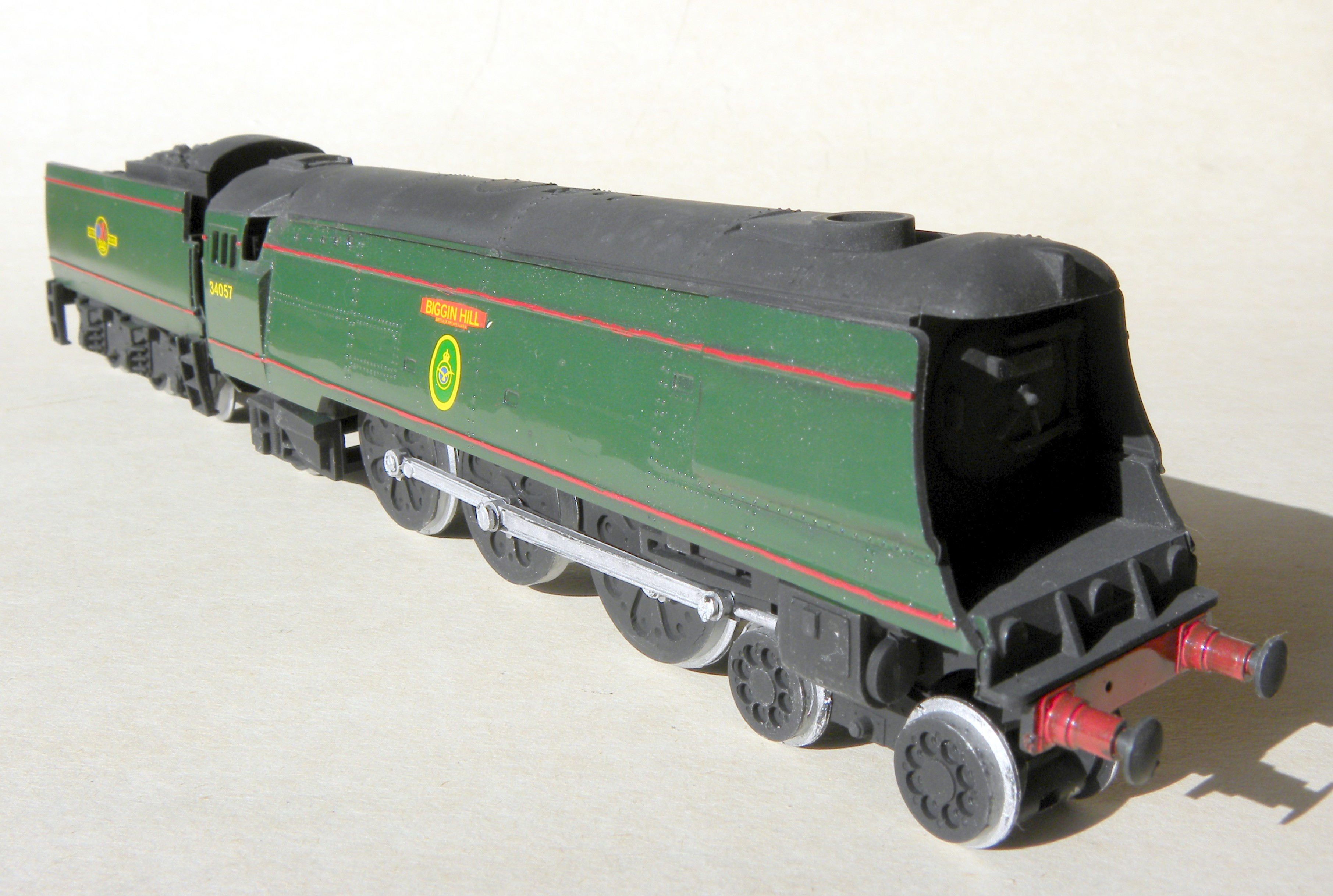
Dapol製のプラモデル（サザン鉄道のバトル・オブ・ブリテン級）

日本以外においては、車両から線路、電源装置、ストラクチャー、アクセサリー、シーナリー用品まで一手に生産する大手メーカーがある一方、車両やストラクチャー等、単一分野のみ生産する中小メーカーや個人が生産するガレージキットメーカーなど数多くのメーカーが存在する。大手メーカーからは初心者や入門者向けとして、車両、線路、電源装置等をまとめて入れたスタートセット（入門セット）が発売されており、初心者でも簡単にOOゲージを始められるようになっている。
これらの製品は、百貨店、量販店、模型店、玩具店、鉄道模型専門店や通信販売で購入することができる。
日本においてはOOゲージが製造されていないため日本以外から輸入することになる。また、輸入したOOゲージ製品を販売している販売店もあるが、日本型の鉄道模型を扱う販売店に比べて数は少ない。
車両
OOゲージの完成品は、現在は射出成形によるプラスチック製が多い。かつてプラスチック製品の技術が未熟な時代にはホワイトメタル製の製品が多かったが、近年は減少傾向にある。
また、射出成形によるプラスチック製キットや、射出成形によらないウレタン樹脂製キット、真鍮製キットなども発売されている。
動力は基本的にはモーターで、主に金属製の線路から電力を供給して動く。特に牽引・推進において粘着力が必要な動力車においては、車体（ボディ）はプラスチック製とするも、下回り（シャーシ）をダイカスト成形による亜鉛合金製として重量を稼ぐ製品もある。動力にモーターを使わないライブスチーム製品も存在する。
線路
レール（軌条）とはしご状に作られた枕木部分だけで構成された「道床なし線路」が発売されている。枕木の下の砂利部分が土台となっている「道床つき線路」は現在OOゲージでは発売されていないが、HOゲージの「道床つき線路」製品を利用することができる。
使用上では、曲線半径と円弧の角度、および直線の長さがあらかじめ決まっている「組み立て式線路」と、水平方向へ自在に曲げることのできる「フレキシブル線路」に分けられる。
発売メーカー：道床つき・組み立て式線路は、かつてイギリスのメカノから発売されていたが現在は廃盤となっている。一方の道床なし・組み立て式線路はイギリスのホーンビィ、ピィコ、アメリカのバックマンなどが発売している。フレキシブル線路はピィコが特に有名である。
電源装置
パワーパック、パワーユニット、トランスとも呼ばれる制御機器で、入門向けの低価格品から大容量の高級機種にいたるまで豊富な種類が発売されている。
また近年、デジタルコマンドコントロール用の機器も多く製品化されるようになってきている。
ストラクチャー
レイアウト・ジオラマ上に置く建築物を指す。射出成形によるプラスチック製塗装済みキットはホーンビィなどが、プラモデル状の未塗装キットはダポール、レイショなどが発売している。また、金属製キットやペーパー製キット（通称カードキット）、木製キット（通称割箸キット）、石膏製のキットなどさまざまな素材で、さまざまな種類の建物が製品化されている。
アクセサリー
自動車、人形など鉄道車両・ストラクチャー以外の縮尺1/76の模型製品全般を指し、主にレイアウト・ジオラマの製作に使われる。自動車はバス、トラック、乗用車、ミリタリーモデルの軍用車両など。人形は鉄道員、一般の通行人から牛、犬など動物まで製品化されているほか、電柱、看板、電話ボックス、花壇など様々なものが模型化されている。
シーナリー用品
レイアウト・ジオラマ製作に使用する部材のことで、地形や植生などのシーンを表現するために用いられる。木や草、芝生、カラーパウダー、ライケン (乾燥させたコケ) 、コルクブロックなどがバックマン（ウッドランドシーニックス）、ホーンビィなどから発売されている。
レイアウト・ジオラマ上で、実際よりも奥行き感を出すために、縮尺1/76よりも小さいスケールのものを、遠景の情景としてレイアウト・ジオラマの奥側に置くことがある。その際はHOゲージやTTゲージ、Nゲージのストラクチャー・アクセサリー、縮尺1/100や1/200などのプラモデルなどが利用される。

## ショーティー
OOゲージ登場当時から近年まで、車両の長さを短縮（ショーティー）化させた車両が発売されていた。短縮化することで、外輪差・内輪差を抑えることができ、編成も長くすることができるためかつては一般的であった。現在では縮尺どおりのフルスケール車両が主流となっている。近年発売されはじめた細密成型のフルスケール車両では外観は良くできていても台車の回転を阻害させるような部品が添付されていることがあり、小半径曲線を通過できない場合もある。

## 主なOOゲージメーカー
- イギリス
  - ホーンビィ（Hornby）
  - ピィコ（Peco）
  - ダポール（Dapol）
- デンマーク
  - ヘルヤン（Heljan）
- イタリア
  - ViTrains
- アメリカ合衆国
  - バックマン（BRANCH-LINE）